# Baumgartsau
Baumgartsau ist ein Ort im Mühlviertel Oberösterreichs wie auch Ortschaft der Gemeinden Niederwaldkirchen und St. Ulrich im Mühlkreis im Bezirk Rohrbach.

## Geographie
Der Ort befindet sich etwa 25 Kilometer nordwestlich von Linz, 14 Kilometer vor Rohrbach, zwischen Niederwaldkirchen und St. Ulrich, gleich nördlich des ersteren und um 2 Kilometer östlich von zweiterem entfernt.
Die zerstreuten Häuser Baumgartsau liegen im Zentralmühlviertler Hochland auf um die 500–600 m ü. A. Höhe, in der Talung des oberen Pesenbachs, einem der kleineren Hauptflüsse des Mühlviertels, der dann im Eferdinger Becken in die Donau mündet.
Die Streusiedlung umfasst knapp 40 Gebäude mit insgesamt 123 Einwohnern (Stand 2024).
Die Niederwaldkirchner Ortschaft bildet den weitaus größeren Teil (35 Gebäude, 106 Einwohner) und verteilt sich vom Pesenbach am Niederwaldkirchner Ortsrand, wo die zur Ortschaft gehörende Rotte Auhäuseln liegt, diesen aufwärts über die Steibelmühle bis Steinbach, und – südlich vom von rechts einmündenden Baumgartner Bach – am Riedel westlich von Niederwaldkirchen.

Am Baumgartnerbach und nordwärts oberhalb des Pesenbachs läuft auch die Gemeindegrenze zu St. Ulrich, hier liegen auf der Anhöhe dann noch fünf Gehöfte als St.-Ulricher Ortschaft.
| Pehersdorf (O, Gem. St. Ulrich i.M.) St. Ulrich i.M. (O, Gem. St. Ulrich i.M.) | Hötzeneck (O, Gem. St. Ulrich i.M.)         | Steinbach (O, Gem. Niederwaldkirchen)                                                |
| Witzersdorf (O, Gem. Niederwaldkirchen)                                        | Kompassrose, die auf Nachbargemeinden zeigt |                                                                                      |
| Drautendorf (O, Gem. Niederwaldkirchen)                                        | Lumbachhäuseln (Gem. Niederwaldkirchen)     | Allersdorf (O, Gem. Niederwaldkirchen) Niederwaldkirchen (O, Gem. Niederwaldkirchen) |

## Geschichte
Die Ortslage als solche ist relativ jung und erscheint erstmals um 1788. Sie heißt nach dem Baumgartnergut (Nr. 11), ein typischer Hofname zu Baumgarten, und bezeichnet seine Auwiesen-Lage unterhalb. Im 19. Jahrhundert sind – neben den Auhäuseln und der Stäubelmühl – weiters hier nur einige Gehöfte namentlich vermerkt.

## Verkehr und Infrastruktur
Die südlichen Ortslagen am Riedel durchquert die L1513 Niederwaldkirchener Straße (L1512 bei Drautendorf – Niederwaldkirchen – L1511 Herzogsdorfer Straße und L1510  Eschelbergstraße bei Wigretsberg). Die L1512 Haslacher Straße (B127 Rohrbacher Straße – St. Peter am Wimberg – Haslach an der Mühl) passiert dann westlich. Sonst verlaufen hier nur Gemeindestraßen zu den Nachbarortschaften. Steibelmühle und Steinbach sind Bushaltestellen.
Der Mühlviertler Mittellandweg, einer der großen Mühlviertelwanderwege, verläuft in der Variante 150A durch den Ort, und auch die Runde Wimberg-Panorama-Mühlenweg.